# Norbert Braun (Schauspieler)
Norbert Braun (* 7. Juni 1952 in Waren (Müritz)) ist ein deutscher Schauspieler.

## Leben
Norbert Braun besuchte von 1974 bis 1977 die Hochschule für Schauspielkunst „Ernst Busch“ Berlin. Bekannt wurde er durch seine Rolle des Klaus Störtebeker bei den Störtebeker-Festspielen, den er von 1993 bis 2001 verkörperte. Seit 2007 ist er nun wieder in Ralswiek in größeren Nebenrollen zu sehen.

## Filmografie
- 1977: Trampen nach Norden
- 1981: Nachspiel eines Verhörs
- 1983: Die Forelle
- 1983: Ravensbrücker Ballade
- 1983: Hanns Eisler
- 1983: Antrag auf Adoption
- 1984: Bockshorn
- 1985: Polizeiruf 110: Laß mich nicht im Stich (TV-Reihe)
- 1985: Polizeiruf 110: Traum des Vergessens (TV-Reihe)
- 1985: Rückkehr aus der Wüste
- 1985: Ernst Thälmann
- 1986: Fahrschule
- 1986: Kalter Engel (TV)
- 1987: Aerolina
- 1987: Glück hat seine Zeit
- 1988: Vera Lenz
- 1990: Geschichten einer Nacht
- 1990: Klein, aber Charlotte
- 1990: Drei Wohnungen
- 1994: Die Wache
- 1995: A.S.-Unter der Gürtellinie
- 1996: Friedrich und der verzauberte Einbrecher
- 1999: Die Rechte der Kinder
- 1999: Die Rettungsflieger
- 2000: Dragos mit der Schuld geboren
- 2001: Streit um Drei
- 2002: Edel und Starck (Staffel 2 Episode 4: Seitensprung am Weidezaun)
- 2002: Streit um Drei
- 2004: Das Geschenk
- 2004: Dame
- 2004: Stille Wasser
- 2004: Typisch Sophie
- 2004/2006: Hinter Gittern
- 2007: Take Tim
- 2008: Narrenspiel
- 2009: Doctor’s Diary
- 2016: Dieser Kompromiss konnte nicht länger aufrecht erhalten werden
- 2017: Tom of Finland

## Theater
- 1977: Tellheim (Minna von Barnhelm von Gotthold Ephraim Lessing)
- 1978: Liola (Liola)
- 1980: Tybalt (Romeo und Julia von William Shakespeare)
- 1982: Petruccio (Der Widerspenstigen Zähmung von William Shakespeare)
- 1983: Marquis de Posa (Don Carlos von Friedrich Schiller)
- 1984: Möbius (Die Physiker von Friedrich Dürrenmatt)
- 1985: Malvolio (Was ihr wollt von William Shakespeare)
- 1986: van Houten (Hokuspokus)
- 1988: Captain Horster (Ein Volksfeind)
- 1990: Gooper (Die Katze auf dem heißen Blechdach von Tennessee Williams)
- 1990 Old Shatterhand (Winnetou)
- 1992: Garry (Nackter Wahnsinn)
- 1993–2001: Störtebeker-Festspiele als Klaus Störtebeker
- 1995: Beowulf (Beowulf)
- 2000: Don Pedro (Wie es euch gefällt von William Shakespeare)
- 2001: Der Fremde (die Frau vom Meer)
- 2004: Old Firehand (Im Tal des Todes, sehr frei von Karl May)
- 2005: Julian (Doppeltüren)
- seit 2007: Störtebeker-Festspiele in diversen Rollen
- 2009: Kreon (Antigone)